# Sahrawi (écriture)
Le sahraoui ou saḥrāwī, en arabe الخط الصحراوي (al-khatt al-saḥrāwī), est un style calligraphie de l’écriture arabe utilisé dans et au sud du Sahara en Afrique.
Le plus ancien manuscrit sahraoui connu date du XVIe siècle